# ЭМ167
Электропоезд ЭМ167 (Baureihe ET/EB 167 — обозначение принятое DRG с 1941 г.), более поздние обозначения: Baureihe 277/877 (по классификации DR), Baureihe 477/877 (по классификации DBAG), Электросекция ET/EB 167 — пассажирский электропоезд постоянного тока 750 В с питанием от контактного рельса, использовавшийся с 1938 по 2003 год на линиях Городской железной дороги Берлина (S-Bahn Berlin).
Моторные вагоны электросекции (нем. Triebwagen) носили обозначение ET 167(477), прицепные (нем. Beiwagen) — EB 167(877).

## История
Электросекции ET/EB 167 выпускались в 1938—1944 гг. на предприятиях фирм AEG, O&K, Dessau, Wegmann, WEG и SSW. В общей сложности были выпущены 283 моторных вагона данной серии и 261 прицепной вагон и все они поступили в эксплуатацию на линии Городской железной дороги Берлина, в результате чего в 1941 году подвижной состав железной дороги увеличился до 1000 секций (с учётом поездов других серий).
В начале 1945 года большая часть поездов была эвакуирована из Берлина. В результате бомбардировок и происходивших в Берлине боев более сотни электросекций было утрачено, а также почти 100 вагонов было в последующие годы вывезено из страны в порядке репараций. Электропоезда ET/EB 167 поступили в эксплуатацию в 1946 году — в СССР (в Москву, Киев и Таллин), а в 1952 году — на железные дороги Польши (на городскую железную дорогу Гданьска).

## Тип ЭМ167 (СССР)
В 1946—1947 гг. на пригородных электрифицированных участках некоторых железных дорог СССР были введены в эксплуатацию полученные из Германии в порядке репараций электросекции ET 167.
Переоборудование секций производилось на Перовском вагоноремонтном заводе, куда электровагоны доставлялись на платформах. Здесь вагоны были установлены на тележки для колеи 1520 мм, и были произведены необходимые изменения их конструкции. Также был изменен внешний вид вагонов: яркая «фирменная» красно-жёлтая окраска поездов Берлинского S-Bahn была заменена на стандартную окраску вагонов электропоездов, принятую в СССР в годы войны, — тёмно-зелёную с узкой жёлтой полосой и светло-серой крышей.

Так выглядели электросекции ЭМ167, эксплуатировавшиеся в Киеве и Таллине

После переоборудования электросекции ET 167 получили обозначение ЭМ167. Поезда этого типа планировалось направить для движения на линиях Таллин — Пяэскюла и Киев — Боярка, а также для пополнения подвижного состава электропоездов в Москве.
Участки железных дорог в Таллине и Киеве после окончания войны были восстановлены с использованием вывезенного из Германии контактного оборудования, позволявшего использовать электропоезда системы постоянного тока напряжением 750 В. Однако, в целях безопасности, эти участки были оснащены верхним контактным проводом, а не контактным рельсом, как это было в Берлине. Для использования поездов ЭМ167 на участках, электрифицированных током 750 В, на крышу моторных вагонов устанавливался один токоприёмник типа пантограф.
Для эксплуатации электросекций ЭМ167 на электрифицированных участках напряжением 1500 В, инженерами Д. Д. Захарченко и И. М. Заикиным был разработан проект переоборудования моторных вагонов ЭМ167 на напряжение 1500 В. При этом оба тяговых двигателя включались последовательно постоянно. Были также изменены величины секций пусковых резисторов, схемы включения вспомогательных машин и др., а на крышу моторных вагонов устанавливалось два токоприёмника.

Моторные вагоны секций ЭМ167, эксплуатировавшиеся в Москве, имели на крыше два токоприёмника

Переоборудованные таким образом вагоны ЭМ167 использовались на участке Москва — Домодедово, электрифицированном в 1946 году по системе постоянного тока напряжением 1500 В.
В 1952 г. при продлении электрифицированного участка Киев — Боярка до станции Васильково сюда были переданы секции ЭМ167 с участка Москва — Домодедово. При переводе участков Киевского узла в 1955 г. с напряжения 750 В на 1500 В, работавшие секции с теми моторными вагонами ЭМ167, которые были не предназначены для напряжения 1500В, были частично списаны, частично переданы на линию Таллин — Пяэскюла, а 8 четырехвагонных секций были возвращены в Берлин.
Поезда ЭМ167 эксплуатировались в Киеве до 1955 года. В Таллинне "немецкий поезд" совершил свой последний рейс 19.07.1958 г.